# Malá vodní elektrárna Libočany
Malá vodní elektrárna Libočany se nachází v říčním kilometru 90,85 na pravém břehu řeky Ohře na západním okraji Žatce v okrese Louny.

## Popis
Malá vodní elektrárna (MVE) byla postavena v letech 2005–2006 v říčním kilometru 90,85 na pravém břehu řeky Ohře firmou Novimor-Invest. MVE je jezová elektrárna s instalovaným výkonem 672 kW. Ve strojovně MVE jsou instalovány dvě semikaplanove turbíny HH SSK 1950 vyrobené a instalované českou firmou Hydrohrom s.r.o. Výstavba MVE byla spolufinancována Evropským fondem pro regionální rozvoj a Ministerstvem průmyslu a obchodu České republiky. Vlastníkem je společnost RenoEnergie. V roce 2011 proběhla generální kontrola a údržba elektrárny.
Betonový pevný jez je 70 m dlouhý a 2,21 m vysoký. Jez je vybaven štěrbinovým rybím přechodem.